# Хованщина (Тульская область)
Хова́нщина — село в Кимовском районе Тульской области России.
В рамках административно-территориального устройства входит в Молоденский сельский округ Кимовского района, в рамках организации местного самоуправления входит в сельское поселение Епифанское.

## География
Расположено на реке Сухая Табола, в 38 км к юго-востоку от железнодорожной станции города Кимовска. Высота над уровнем моря 160 м. 

## История
В XIX веке село входило в Епифанский уезд Тульской губернии и принадлежало князьям Голицыным, здесь располагалось их имение. Сюда в конце января 1843 года приехал на место жительства вернувшийся из ссылки декабрист Валерьян Михайлович Голицын. В. М. Голицын с женой, Дарьей Андреевной (19 марта 1824 — 24 декабря 1871), урождённой княжной Ухтомской, жил в Архангельском-Хованщине до 1853 года, занимаясь хозяйством. Здесь родились их дети: Леонилла (род. 28 мая 1844 года) и Мстислав (род. 28 декабря 1847 года). В 1855 году усилиями Дарьи Андреевны Голицыной в селе была построена каменная Михайло-Архангельская церковь с тремя престолами: главный — в честь Архангела Михаила, в приделах — в честь иконы Божьей Матери «Троеручицы» и во имя мученицы Леониллы (др.-греч. Νεονίλλη) . К приходу Михайло-Архангельской церкви относились также деревни Моисеевка, Орловка-Борятино, Ухтомка.